# فنیل‌تیوکربامید
فنیل‌تیوکربامید (به انگلیسی: Phenylthiocarbamide) یک ترکیب شیمیایی با شناسه پاب‌کم ۶۷۶۴۵۴ است. شکل ظاهری این ترکیب، پودر زرد کمرنگ است.